# ムサヲ
ムサヲは、日本の漫画家。嵯峨美術短期大学マンガ分野出身。旧名義は紬木ムサヲ。

## 人物
秋元康プロデュースのアイドルがすごく好きである。
作品のテレビアニメ化は長年の夢だったと話している。

## 作品リスト

### 漫画
- シキズム（『月刊Gファンタジー』2011年5月号 - 2012年1月号、全1巻[4]） - 紬木ムサヲ名義。[要出典]
- タイトル不明（原作：山内泰延、『男子高校生の日常アンソロジー』2012年） - 『男子高校生の日常』のアンソロジー寄稿作品[5]。紬木ムサヲ名義。[要出典]
- 恋と嘘（『マンガボックス』2014年8月[6] - 2022年1月、全12巻）
- 彼氏時々彼女（『別冊少年マガジン』2023年7月号[7] - 2024年10月号[8]、全3巻）

### その他
- 『KING OF PRISM by PrettyRhythm コミックアンソロジー』（2016年6月） - カバーイラスト[9]。
- 平成30年7月豪雨の復興支援企画「西日本応援イラスト集」イラスト[10]（2018年9月）
- ドメスティックな彼女 第21巻特装版小冊子イラスト[11]（2018年12月）